# Comuna Dângeni, Botoșani
Dângeni este o comună în județul Botoșani, Moldova, România, formată din satele Dângeni (reședința), Hulub, Iacobeni și Strahotin.
Este atestată documentar pentru prima dată la 8 iulie 1633.

## Obiective turistice
- Conacul Mavrocordat - clădire monument istoric (BT-II-m-B-01966) datând de la sfârșitul secolului al XIX-lea [3]; în perioada comunistă aici s-a aflat sediul CAP-ului din comună

## Demografie
Componența etnică a comunei Dângeni
     Români (95,71%)
     Ucraineni (1,64%)
     Alte etnii (0,1%)
     Necunoscută (2,55%)
Componența confesională a comunei Dângeni
     Ortodocși (94,2%)
     Penticostali (1,47%)
     Creștini de rit vechi (1,41%)
     Alte religii (0,36%)
     Necunoscută (2,55%)
Conform recensământului efectuat în 2021, populația comunei Dângeni se ridică la 3.053 de locuitori, în creștere față de recensământul anterior din 2011, când fuseseră înregistrați 3.033 de locuitori. Majoritatea locuitorilor sunt români (95,71%), cu o minoritate de ucraineni (1,64%), iar pentru 2,55% nu se cunoaște apartenența etnică. Din punct de vedere confesional, majoritatea locuitorilor sunt ortodocși (94,2%), cu minorități de penticostali (1,47%) și creștini de rit vechi (1,41%), iar pentru 2,55% nu se cunoaște apartenența confesională.

## Politică și administrație
Comuna Dângeni este administrată de un primar și un consiliu local compus din 13 consilieri. Primarul, Claudiu Ilaș[*], de la Partidul Social Democrat, este în funcție din octombrie 2020. Începând cu alegerile locale din 2024, consiliul local are următoarea componență pe partide politice:
|  | Partid                          | Consilieri | Componența Consiliului | Componența Consiliului | Componența Consiliului | Componența Consiliului | Componența Consiliului | Componența Consiliului | Componența Consiliului | Componența Consiliului | Componența Consiliului | Componența Consiliului |
|  | ------------------------------- | ---------- | ---------------------- | ---------------------- | ---------------------- | ---------------------- | ---------------------- | ---------------------- | ---------------------- | ---------------------- | ---------------------- | ---------------------- |
|  | Partidul Social Democrat        | 10         |                        |                        |                        |                        |                        |                        |                        |                        |                        |                        |
|  | Partidul Național Liberal       | 2          |                        |                        |                        |                        |                        |                        |                        |                        |                        |                        |
|  | Alianța pentru Unirea Românilor | 1          |                        |                        |                        |                        |                        |                        |                        |                        |                        |                        |

## Personalități
- Demostene Botez (1893 - 1973), scriitor, membru corespondent al Academiei Române;
- Petre Hârtopeanu (1913 - 2001) - pictor româno-german, profesor și decan la Academia de Arte Frumoase din Iași; a emigrat în Germania în 1970;
- Eugen Mandric (1930 - 2012), scenarist, producător de film;
- Gheorghe Berdar (n. 1961), biatlonist.

## Imagini

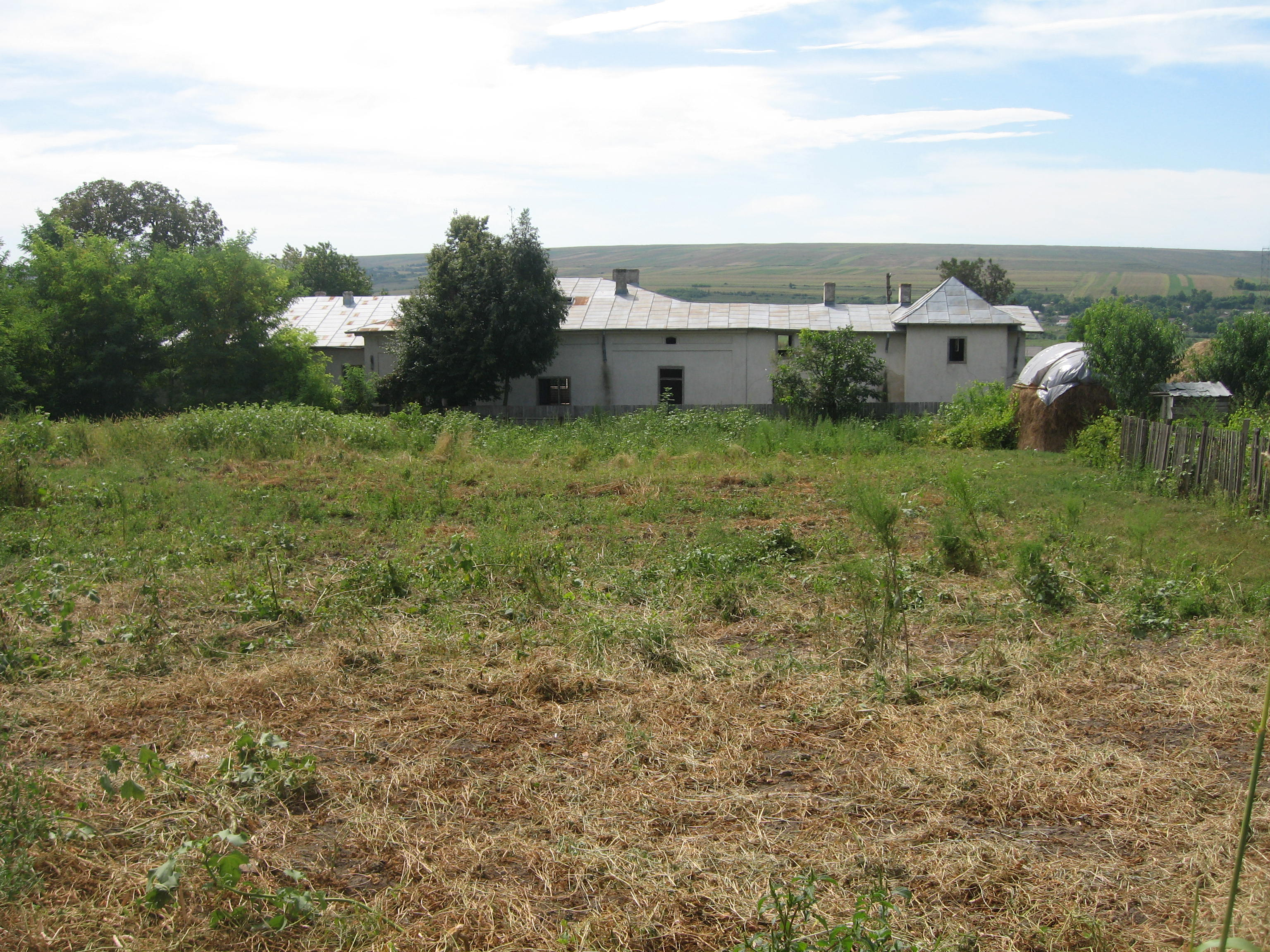
Conacul Mavrocordat din Dângeni, spatele cladirii
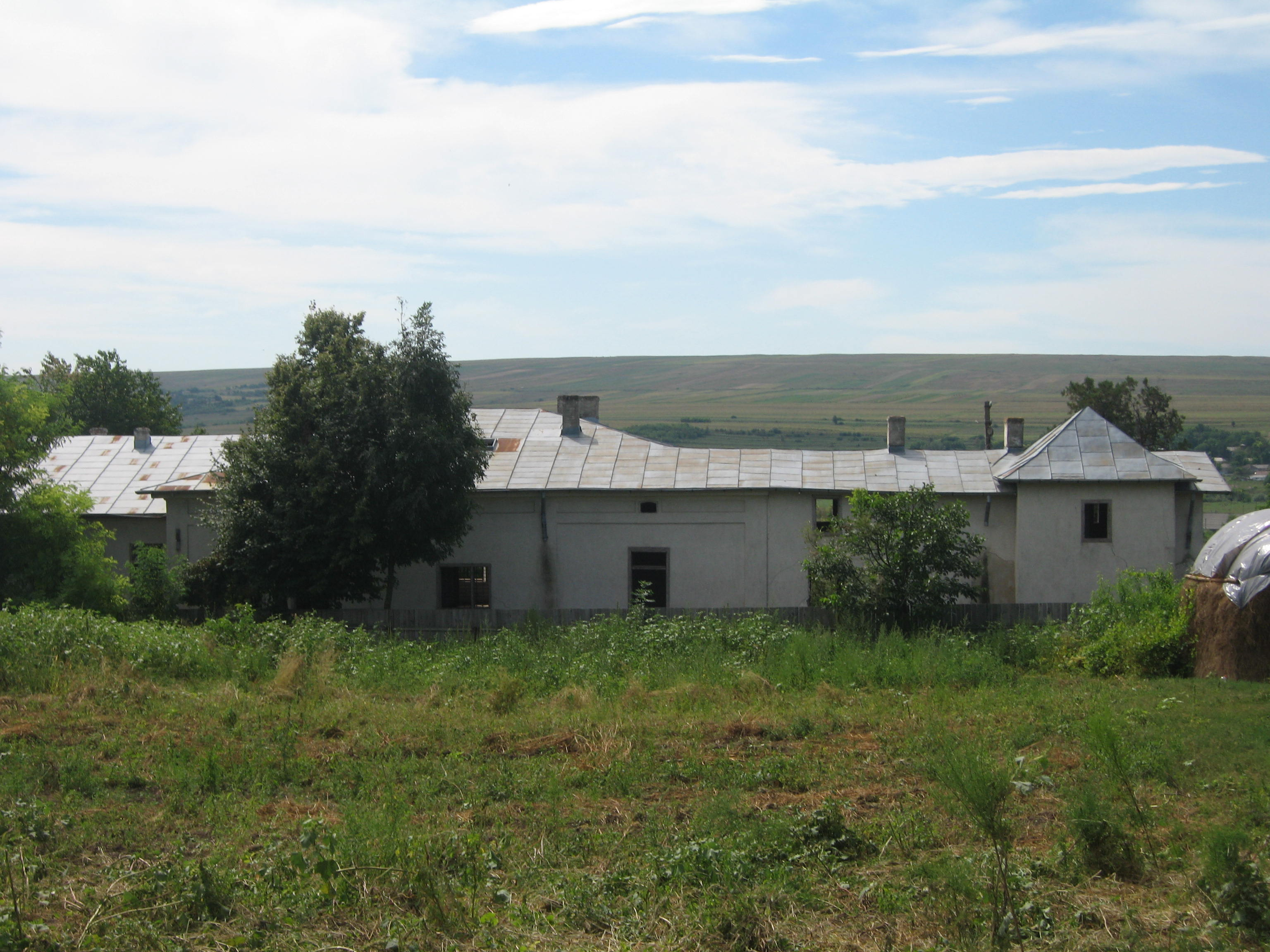
Conacul Mavrocordat din Dângeni, spatele cladirii